# Генпеи рат
Генпеи рат ( јап. 源平合戦 Genpei kassen, Genpei gassen) био је грађански рат у Јапану између кланова Таира и Минамото који се одиграо крајем Хејан периода од 1180. до 1185. године. Завршио се поразом Таира клана и успоном Камакура шопгуната под вођством Минамото но Јоритомоа 1192. године.
Име „Генпеи” ( понегде романизовано и као Гемпеи) састављено је од кунјоми читања „Минамото” ( јап. 源 Gen) и „Таира” ( јап. 平 Hei) канђија. Овај рат познат је и под именом Ђишо - Ђуеи рат ( јап.治承寿永の乱 Jishō-Juei no ran) јер се одиграо између две царске ере Јапана.
Узрок за рат био је атентат Таира клана 1179. године што је дало повод Минамото клану да прикупи војску и започне рат 1180. године. Прва битка Уђи одиграла се испред данашњег Кјота, започевши тиме петогодишњи рат који се завршио поморском битком Дан но Ура, и победом Минамото клана.

## Ток рата

### Околности
Генпеи рат био је кулминација вишедеценијског конфликта између кланова око наследства царског престола, а тиме и саме контроле Јапана. У побунама Хоген и Хеиђи, Минамото клан покушао је да свргне Таира клан са царског двора, али не успева у томе. 
Године 1180. Таира Кијомори поставља на престо свог двогодишњег унука, цара Антокуа, након абдикације цара Такакура. Овај потез разљутио је сина цара Го-Ширакаве, Моћихитоа, који је сматрао да му се овиме ускраћује право на престо који му је по рођењу припадао. У мају, он уз помоћ Минамото Јоримасе шаље захтев за прикупљање војске Минамото клану и свим будистичким храмовима. Међутим, ова сплетка се завршила смрћу обојице нападача која је касније проглашена атентатом и тако уједно и постала повод за одлучујући рат.

### Почетак рата
Како су потези Таира Кијоморија продубили мржњу Минамото клана почела се сакупљати војска. У то време, Кијомори није знао ко стоји иза изненадног окупљања непријатељске војске те је наслепо наредио хапшење принца Моћихита, који је тражио заштиту у Мидера храму. Пошто му монаси у храму нису могли пружити довољну заштиту, принц је био приморан на бег, бежећи у правцу Бјодоин храма где су га сустигле снаге Таира клана. Овим догађајем започиње прва битка Генпеи рата, битка на реци Уђи, која се завршила ритуалним самоубиством (јап. сепуку) Минамото Јоримасе унутар Бјодоина и Моћихитовим хапшењем, а касније и погубљењем.
У исто време, Минамото но Јоритомо преузима власт над Минамото кланом и креће у поход широм државе састајући се успут са савезничким војскама. Он подиже источне провинције на ноге, креће из Изуа, кроз Хаконе пролаз и најављује свој долазак. Тврдио је да га је принц Моћихито послао да казни Таире. Они су без сумње желели да буду сматрани легитимном подршком трона, а не обичним револуционарима. Зато је Јоритомо на својим барјацима имао папир са наредбом принца да се казне непријатељи државе. Одмах по његовом покрету, издат је едикт од стране Кијоморија за гушење ове побуне. Његови покушаји да побољша одбрану престонице били су безуспешни, јер су људи свих класа сматрали да је било доста крвопролића и деструкције. Доступне трупе нису биле од користи. Ипак, у почетку су били бројчано надмоћнији и Јоритомо је био приморан да се повуче у Хаконе планине. Због Јоритомовог повлачења, Таире су се осетиле надмоћно, те се тако бележи победа Таира клана у Ишибашијама бици 1180. године, иако званично Минамото клан није био поражен. Након битке, Јоритомо успешно стиже у провинције Каи и Козуке у којима регрупише војску и спаја је са кланом Такеда којом одбија преостале Таира снаге. У међувремену, Кијомори се у осветничком походу окомио на монахе из Мидера храма спаливши га до темеља, а након храма прелази на опсаду Наре, у којој спаљује већину храма Кофукуђија и оставља град у пепелу. До новембра, Јоритомо је поново саставио нову војску и 1180. године долази до битке код реке Фуђикава, после које се Таира клан повлачи иза реке.
У марту наредне године Кијомори умире и борба није настављена до маја. Трупе послате против Јоритомоа сада су гладовале у Мино провинцији. Одржан је савет у палати Цара Го-Ширакаве, 22. марта 1181. године, на ком се одлучило да је приоритет достављање хране и других потрепштина војсци. Таира Шигехира, Кијоморијев син, са силом од тринаест хиљада људи добија задатак да предводи напад. Војска Минамото но Јукијеа била је поражена у овом изненадном нападу код Суноматагаве. Крајем године, Таира војска напада растућу претњу на северу, Минамота Јошинаку који је био Јоритомоов рођак, али и ривал због сукоба интереса унутар клана. Јошинака успешно одбија напад и свој фокус пребацује на рођака.
Ратна 1182. година била је обележена као година велике глади и куге, тако да се те године ратовање накратко прекинуло.

### Преокрет
После привидног мира од годину дана, Јоритомо Минамото 1183. наставља са нападом на свог рођака, Јошинаку. Он се успешно брани и преусмерава Јоритомоа на последње напоре Таира клана на северу. У априлу и мају, Таира Коремори заузима Ећизен. Јошинака их је деморалисао изненадним нападима усред ноћи и тако је са својих пет хиљада људи победио војску од скоро четрдесет хиљада војника. Борба се завршава падом Таира војске, на планини Тонамијама. Он затим креће ка престоници са севера, док је Јукиије напредовао са истока.
Након вести о поразу Таира Кореморија, цар Го - Ширакава склапа савез са Минамото Јошинаком и одлази на планину Хиеи, где је био под заштитом наоружаних монаха. Његова посета није била верске природе, већ страх од Таира напада.
Јошинака и Јукиије су се приближавали, па су Мунемори и друге вође Таира схватили да морају да се повуку. Царев бег је одавао утисак да је Минамото поход оправдан. Таире спаљују зграде Рокухаре и беже на запад са младим царем, Антокуом, заједно са царским регалијама. Го - Ширакава даје пуномоћје Јошинаки да заједно са Јукиијеом уништи Мунеморија. Таире су се храбро бориле, иако су све хвале припале победницима. 1183. године Јошинака планира да отме власт клана од Јоритомоа, међутим цар га саветује да се окрене Таирама, које се повлаче на запад. Мунемори је довео младог цара, његову мајку и неколико слугу у Дазаифу, Кјушу, одакле их терају локални побуњеници подстакнути од стране Го - Ширакаве, па се насељавају у месту Јашима, где су људи још били приклоњени Таирама. 17. новембра 1183. године одиграла се битка код Мизушиме, у којој Таира снаге успевају да одбију Јошинакине снаге.
Међутим, Минамото Јошинака имао је другачије планове. Договарао се са Јукиијеом да успоставе власт на северу, иза царевих леђа, а Таире је наговарао да нападну Јоритомоа. Ипак, Јукиије га издаје и цар се обраћа за помоћ Јоритомоу, који својој полубраћи наређује напад на Јошинаку. Децембра 1183. године Јошинака преузима власт над Кјотом, а његови људи су харали градом. Почетком 1184. године он спаљује палату Хођуђи и заробљава Го - Ширакаву. Недуго затим, Јоритомоова браћа, Јошицуне и Норијори, стижу у престоницу са великом војском и успевају да измаме Јошинаку из града. Након битке на мосту изнад реке Уђи, Јошицуне изводи свој последњи напад у граду Авазу, у провинцији Оми. Убијен је након битке, у покушају бекства.

### Последње етапе рата
Како су уједињене снаге Минамото клана напустиле Кјото, Таире освајају Бизен и добијају стратешку контролу над прилазима Унутрашњем мору. Примили су бројне понуде за мир од стране цара, али оба клана добро су знала да је у питању само фарса коју је цар користио не би ли добио царске регалије назад.
Таире су биле спремне да поврате престоницу. Граде одбрану између Фукуваре и Ићи но Танија (уска обала између планина и мора), али их Јошицуне и Норијори спречавају изненадним нападом на њихову базу у Ићи но Танију. Нападају их са обе стране, а Таире које нису биле ухваћене повлаче се у Јашиму. Таира војска бројала је око пет хиљада војника, а Минамото војска око три хиљаде. Међутим, и поред победе, Минамото војска није била спремна да нападне Шикоку.
Током шест месеци мировања, Минамото Норијори планира ток предстојеће битке. Нашао се у тешком положају, иза леђа му је била Таира војска из Јашиме, а испред пут који га води до остатка Таира војске под вођством Томоморија. 1184. године, скоро годину дана након битке код Ићи но Тани, Норијори одлучује да пошаље свог брата, Јошицунеа. Он је био одличан генерал и сматрао је да треба да буду брзи. План је био да истог дана из Сецуа стигне до Јашиме. Уплашио је Таире паљењем велике ватре и они су похитали на бродове у мореузу Шимоносеки, заједно са царем Антокуом. Јошицуне се утврдио у Јашими и многе присталице су му се придружиле. Бродовима га је снабдео источни ратник Кађивара Кагетоки и још један помоћник, познавалац струја у мореузу, Јошизуми Миура.
Дана 25. априла 1185. године почиње финална битка Генпеи рата, битка код Дан но Уре, чији је резултат била пропаст Таира клана. Два клана сусрела су се у мореузу Шимоносеки, између острва Хоншу и Кјушу. Плима је играла велику улогу у исходу битке, али су се таласи на крају повиновали вољи Минамото клана. Мунемори и Томомори су удружили снаге у Хикошими, али, иако спретнији у поморским биткама, изгубили су јер су многи њихови савезници стали на страну Минамото клана ( Тагући, ратници који су издали своју војску усред борбе). Након ове битке многе Таире су изгубиле живот, а заједно са њима и цар Антоку.
Сматра се да је разлог Минамото победе била Томоморијева грешка – одабир мореуза као места за борбу.

## Последице рата
Пораз Таира војске означио је крај Таира утицаја на престоницу. У децембру 1185. године цар Го - Ширакава дозвољава Јоритомоу да прикупља порез и слободно поставља нове начелнике да управљају провинцијама. Након цареве смрти 1192. године Јоритомо добија титулу Сеии Таи Шогун ( Sei-i Tai Shōgun). Овај догађај означава почетак Камакура периода.
Крај Генпеи рата и почетак Камакура периода праћен је рађањем нове друштвене класе ( самураја) и све мањим утицајем цара над државним питањима, све док цар није постао само симбол државе без икакве војне или политичке моћи. Овакво стање у држави остало је непромењено 650 година до почетка Меиђи рестаурације.

## Списак важних битака
- 1180. Прва битка на реци Уђи
- 1180. Опсада Наре
- 1180. Битка код Ишибашијаме
- 1180. Битка код Фујикаве
- 1181. Битка код Суноматагаве
- 1181. Битка код Јахагигаве
- 1183. Опсада Хиућија
- 1183. Битка код Курикаре
- 1183. Битка код Шинохаре
- 1183. Битка код Мизушиме
- 1183. Опсада Фукурјуђија
- 1183. Битка код Муројаме
- 1184. Опсада Хођуђија
- 1184. Друга битка на реци Уђи
- 1184. Битка код Авазуа
- 1184. Битка код Ићи-но-Тани
- 1184. Битка код Кођиме
- 1185. Битка код Јашиме
- 1185. Битка код Дан-но-ура

## Списак главних актера рата

### Минамото клан
- Минамото но Јоримаса
- Минамото но Јоритомо
- Минамото но Норијори
- Минамото но Јошицуне
- Минамото но Јукије

Савезници и вазали:
- Цар Го - Ширакава
- Принц Моћихито
- Хођо Токимаса
- Кађивара Кагетоки
- Кумагаи Наозане
- Сасаки Морицуна
- Тагући Шигејоши
- Насу но Јоићи
- Јада Јошијасу
- Имаи Канехира

### Таира клан
- Таира но Ацумори
- Таира но Кијомори
- Таира но Коремори
- Таира но Мунемори
- Таира но Норицуне
- Таира но Шигехира
- Таира но Таданори
- Таира но Токико
- Таира но Томомори
- Таира но Јукимори
- Таира но Кагекијо

Савезници и вазали:
- Цар Антоку
- Оба Кагећика
- Саито Санемори
- Сено Кагејасу
- Тагући Шигејоши